# Side-stick

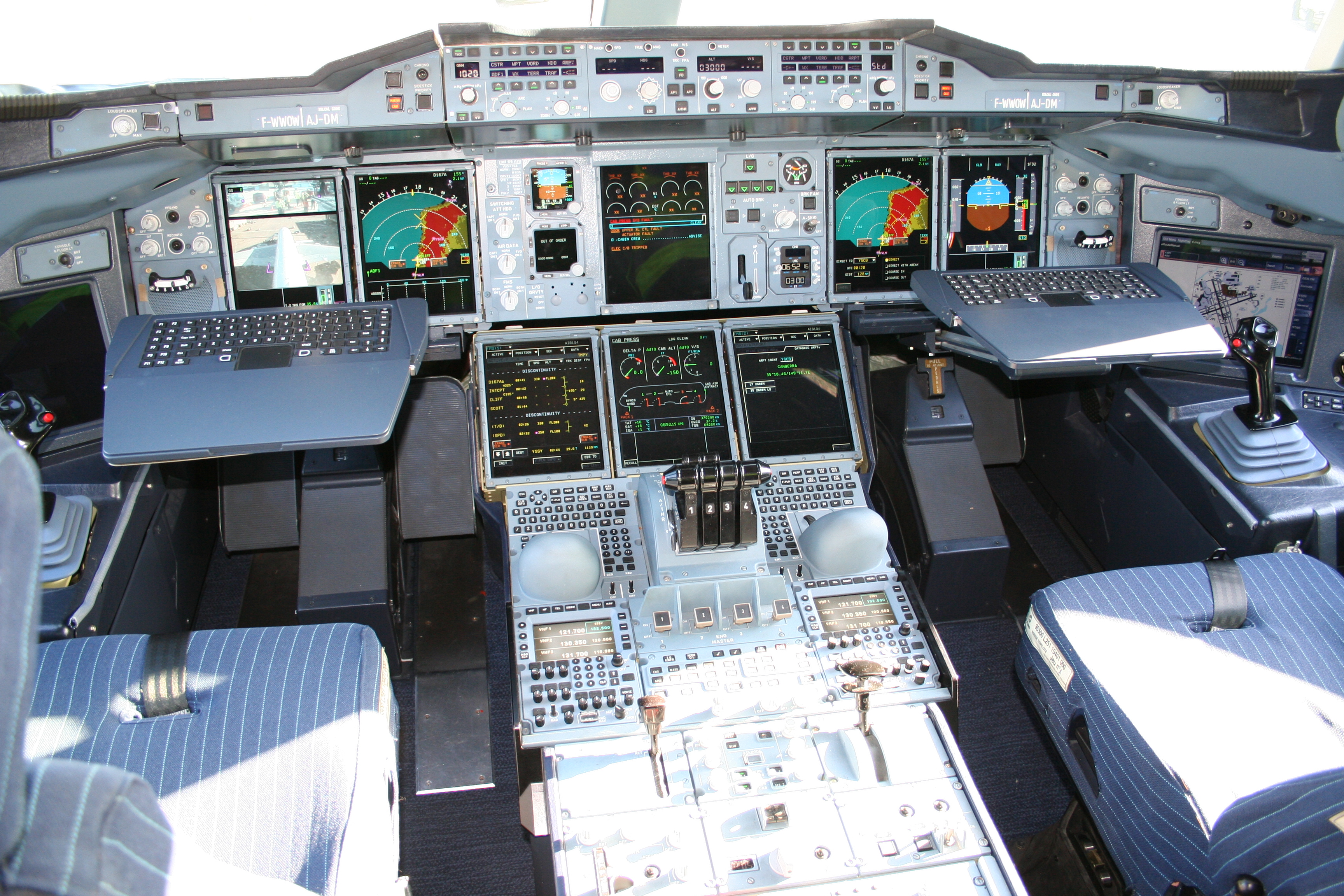
Kokpit Airbusu A380 s černými sidesticky nalevo od kapitána a napravo od prvního důstojníka. Ovladače plynu na středové konzoli jsou černé, označené 1-4.

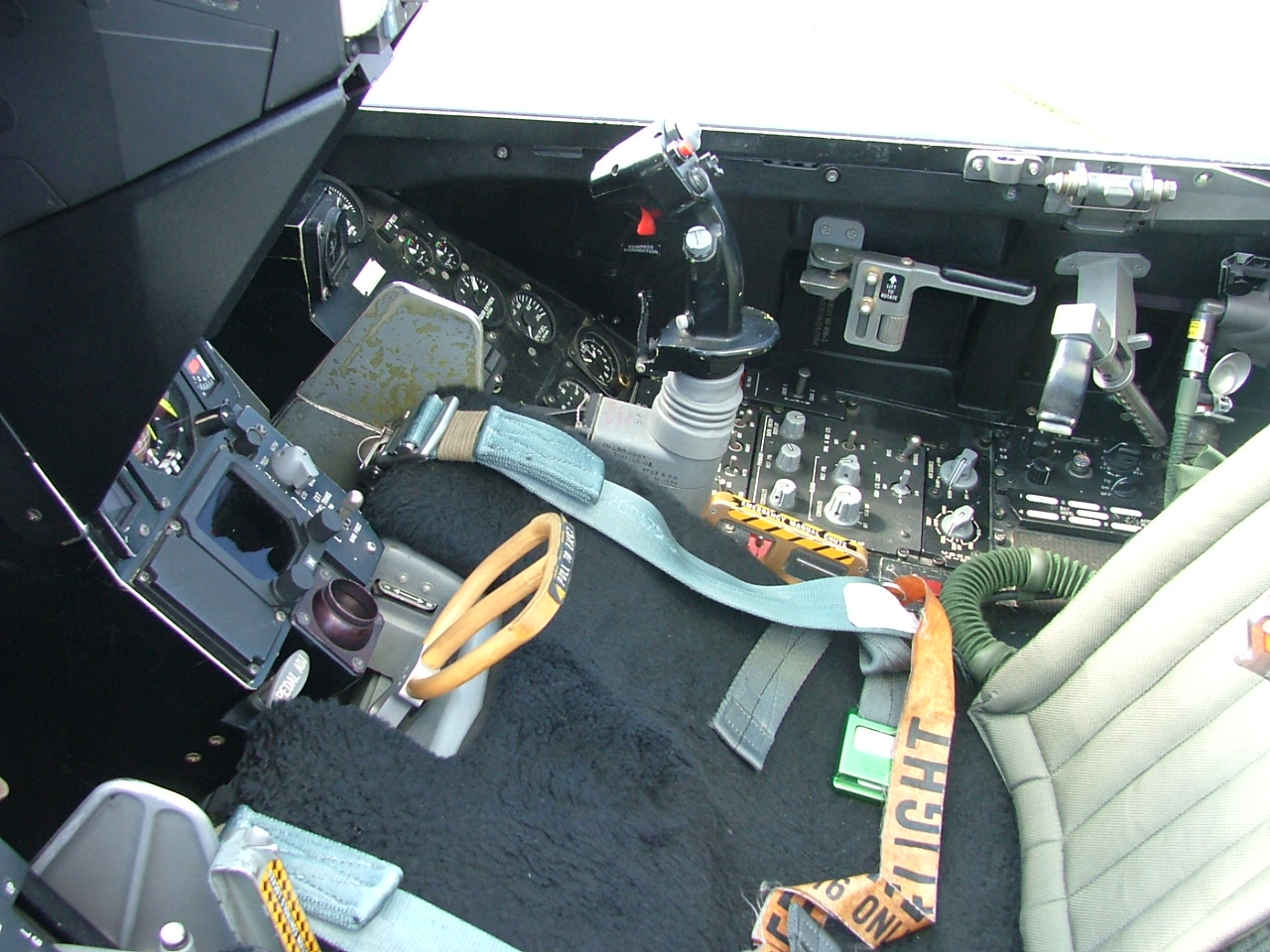
Kokpit F-16 se sidestickem

Sidestick je ovládací mechanismus letadla, který je umístěn vedle pilota, obvykle na pravé straně, nebo vnější straně ve dvoumístném kokpitu. Typicky se vyskytuje u letadel, která jsou vybavena elektronickým řídícím systémem fly-by-wire.
Ovladače plynu jsou obvykle umístěny na levé straně od pilota, nebo na středové konzoli v dvoumístném kokpitu. K ovládání je zapotřebí pouze jedna ruka, ovládání oběma rukama není možné.

## Využití
Sidestick se využívá například v moderních stíhacích letounech, jako jsou F-16 Fighting Falcon, Mitsubishi F-2, Dassault Rafale a F-22 Raptor. Využívá se také hlavně v civilních letadlech, jako jsou Suchoj Superjet 100, Airbus A320 a všechna novější letadla Airbus, včetně největšího dopravního letadla pro cestující, Airbusu A380.
Používá se také v moderních vrtulnících, například Bell 525 .

## V porovnání s center-sticky
Uspořádání sidesticku kontrastuje s běžnějším designem, kde je páka umístěna ve středu kokpitu mezi nohama pilota, nazývaná „center-stick “. Uspořádání boční páky umožňuje rozložení ovládacích prvků HOTAS a zvyšuje bezpečnost vystřelovacího sedadla pro pilota.

## Porovnání pasivních a aktivních sidesticků

### Pasivní sidesticky
V designu center-sticku, jako u tradičních leteckých kniplů, jsou ovládací prvky pilota a druhého pilota mechanicky propojeny, takže každý pilot cítí, že druhý pilot s kniplem pohybuje. V typických implementacích sidesticků Airbusu jsou sidesticky nezávislé, tzv. „pasivní“. Počítač letadla buď agreguje více vstupů, nebo může pilot stisknout „tlačítko priority“, aby zablokoval vstupy z druhého sidesticku. Pokud se však oba sidesticky pohnou v odlišných směrech současně (bez ohledu na to, který pilot má prioritu), oba vstupy se zruší a zazní zvukové upozornění „dual input“. Mezi příklady tohoto nedorozumění patří havárie letu Air France 447 ( Airbus A330 letící z Rio de Janeira do Paříže) v roce 2009, havárie letu Afriqiyah Airways 771 z Johannesburgu do Tripolisu v roce 2010 (Airbus A330) a v roce 2014 havárie letu Indonésie AirAsia 8501 (Airbus A320 letící ze Surabaye do Singapuru). Varování "dual input" se neaktivuje ve velmi nízké výšce, pokud se aktivuje EGPWS (kvůli jeho vyšší prioritě).

### Aktivní sidesticky
Později byl vyvinut tzv.„aktivní“ sidestick, který byl poprvé nasazen v novém soukromém proudovém letadle (tzv. business jetu) řady Gulfstream G500/G600 . V tomto systému pohyby v jednom sidesticku vyvolávají stejné akce v druhém sidesticku, a proto poskytují cennou zpětnou vazbu druhému pilotovi. To řeší dřívější kritiku „pasivního“ sidesticku. „Aktivní“ sidestick také poskytuje hmatovou zpětnou vazbu pilotovi během ručního letu. Ve skutečnosti tři největší výrobci avioniky, Honeywell, Rockwell Collins a Thales, věří, že se stane standardem pro všechna nová letadla typu fly-by-wire. V roce 2015 se Ratier-Figeac jako dceřiná společnost UTC Aerospace Systems a dodavatel „pasivních“ sidesticků pro Airbus od 80. let stal dodavatelem „aktivních“ sidesticků pro Irkut MC-21. Jde o první dopravní letadlo, které je používá.
Aktivní sidestick zajišťuje bezpečnost hlavně tím, že kvůli zpětné vazbě z řídících ploch nedovoluje pilotům překročit hranice bezpečného letu. Je tím zachována hlavní pravomoc pilota a situační povědomí.

### Nehody
- Let Air France 447
- Let Afriqiyah Airways 771
- Armavia let 967
- Let Indonésie AirAsia 8501